# Nova ekonomska politika
Nova ekonomska politika akronim: NEP (ruski: новая экономическая политика) je bilo jedno razdoblje u povijesti Sovjetskog saveza između 1921. – 1928. u kom je nova sovjetska vlast dopustila obnovu nekih elemenata tržišnog gospodarstva u zemlji - u cilju poboljšanja ekonomskih prilika.
Pravi uzrok prema tom zaokretu bila je politika ratnog komunizma., na snazi od 1918. do 1921. koja je dovela narodno gospodarstvo do kolapsa. Sve otvorenije pobune i prosvjedi protiv takve politike, i okretanje simpatija koje su seljaci ispočetka imali za njih navela je rukovodioce komunističke partije i njihovog vođu - Lenjina, o potrebi strateškog odustajanja od daljnjih radikalnih reformi i reobnovu nekih starijih oblika privrede u cilju održavanja na vlasti.
NEP je pokrenut nakon odluka 10. kongresa Ruske komunističke partije, održanog u ožujku 1921.
Po riječima samih sovjetskih rukovodioca bit NEP-a je bila ojačati savezništvo između radnika i seljaka na ekonomskim osnovama, socijalističke industrije i malih seljačkih gospodarstava, te preko robno -novčanih odnosa uključiti i seljake u izgradnju socijalizma.  Ili kako je to sam Lenjin rekao ... maksimalno podizanje proizvodnih snaga i poboljšanje životnog standarda radnika i seljaka. ..  (Lenjin, Zbornik radova, 5. izdanje., tom 43, str. 398). NEP je dozvolio obnovu nekih oblika kapitalističke privrede, zadržavajući ipak kontrolu većim industrijskim pogonima, u transportu, bankarstvu i vanjskoj trgovini.

## Povijest

### Uzroci
O kad su boljševici preuzeli vlast u zemlji 1917. otpočeo je rat protiv njih, pa su oni kao mjeru svog održanja na vlasti uveli ratni komunizam, strogo racionaliziravši raspodjelu svih dobara - a to je konkretno značilo da je novac suspendiran kao platežno sredstvo (vrijedili su jedino bonovi za snabdjevanje), - tako da je trgovina potpuno zamrla. Teške posljedice građanskog rata osjećale su se po cijeloj zemlji - dobar dio gradova, privrednih objekata, željezničkih pruga bio je razoren, ili teško oštećen. Stanovnicima gradova nedostajalo je gotovo svega, od kruha do ogrjeva za grijanje. Velike epidemije kojekakvih bolesti - pokosile su velik broj stanovnika, glad i neimaština uzrokovali su i demonstracije protiv nove vlasti - glavna zamjerka je bio priviligiran položaj u opskrbi partijskih rukovodioca i članova Crvene armije.  Seljaci su još nekako podnosili politiku ratnog komunizma za vrijeme građanskog rata, ali ne i nastavak rekviriranja njihovih proizvoda i zabranu trgovanja poljoprivrednim proizvodima - kako se stanje smirivalo, pa su se njihove simpatije počele okretati kontrarevolucionarima.

### Provedba i rezultati
Od sječnja do veljače 1921. Centralni komitet Ruske komunističke partije, na čelu s Lenjinom napravio je plan prelaska na NEP.  Na temelju odluka 10. kongresa partije, Centralni izvršni komitet izdao je - 21. veljače 1921. dekret o fiksnom plaćanju poreza u naturi.  Sovjet narodnih komesara Ruske Sovjetske Federalne Socijalističke Republike odredilo je fiksni porez na žitarice za žetvu 1921. / 1922. na 240 milijuna puda (1 ruski pud= 16,3 kg (za žetve1920. / 1921. požnjeveno je 423 milijuna puda) a dekretom od 28. ožujka, dozvoljena je razmjena, kupnja i prodaja poljoprivrednih proizvoda, uz istovremeni dovršetak prakse rekviriranja žitarica za žetvu 1920. / 1921. Plaćanje fiksnog poreza u naturi u Ukrajini,  uvedeno je već u ožujku 1921., u 
Bjelorusiji - u travnju u Armeniji - u lipnju u Gruziji - u lipnju, a Azerbajdžan je zbog ekonomskih teškoća bio izuzet od poreza za cijelu 1921.
Uvođenje plaćanja fiksnog poreza u naturi bio je presudan zahvat NEP-a, ali ne i jedini. Uvođenje plaćanja fiksnog poreza u naturi i raspolaganje viškovima, potaklo je seljake da povećaju proizvodnju i tako ostvare dodatni prihod. U cilju oživljavanja trgovine i industrije dekretom od 17. svibnja 1921. djelomično je denacionalizirana i mala industrija, a dekretom od 24. svibnja 1921. dopušten je i rad privatnim trgovinama. Od 5. lipnja 1921. omogućeno je osnivanje mješovitih poduzeća, i davanje manjih industrijskih poduzeća u zakup ili koncesiju mješovitim poduzećima i privatnim osobama, a od 7. lipnja 1921. osnivanje privatnih poduzeća do 20 djelatnika, kasnije je taj broj i povećan.
Jedna od mjera za povećanje poljoprivredne proizvodnje i jačanja konkurencije bila je obnova mogućnosti zakupa poljoprivrednog zemljišta i korištenje unajmljene radne snage, objavljena 11. kolovoza 1921. 
Od jeseni 1921. počeo je proces oživljavanja velikih sajmova, na kojima je obnovljena trgovina. 
Istovremeno se željelo izbjeći prekupce, pa se forsirala direktna razmjena između velikih industrijskih poduzeća i pojedinih regija, koje su trebale preko zadruga osigurati poljoprivredne proizvode s malih gazdinstava svoga kraja, ali to usprkos osnivanja specijalnih fondova za tu namjenu - nije zaživjelo, jer se sve više širio princip ponude i potražnje.
Liberalizacija trgovine, zanatstva i manjih industrijskih pogona, ponovno se pojavila buržoazija, koju su tad zvali - nepovci, to su bili; trgovci, zakupci poljoprivrednog zemljišta (zvani kulaci), prekupci, poduzetnici svih fela, akviziteri... Tako da je do 1926. oko 2,3 milijuna ljudi (zajedno sa svojim porodicama), a to je bilo 1,6% stanovništva SSSR- a egzistiralo od nepovskih poduzeća. Ipak je sovjetska vlast relativno čvrsto kontrolirala i regulirala njihovu djelatnost, pogotovo što se tiče poreza. Interese zaposlenih radnika po privatnim poduzećima štitala je država i sindikati.
Novi uvjeti koji su se pojavili s NEP-om zahtijevali su i reorganizaciju upravljanja privredom. Zbog tog je Vrhovni sovjet narodne privrede (ministarstvo) u maju 1921. stvarao 16 odjela koji su preko regionalnih (gubernijskih) sovjeta trebali kontrolirati privrednu aktivnost u zemlji.
Jedna od mjera NEP-a bila je i prestanak prakse plaćanja u naturi za rad uvedena za ratnog komunizma, - dakle plaćanje u novcu. Zbog tog je u oktobru 1921. osnovana je Državna banka (Госбанк), kojoj je povjerena monetarana politika. Do kraja 1922. izdane su prve novčanice sa zlatnom podlogom - zvane u skladu s tradicijom Carske Rusije - červonci (червонцы), koje su bile konvertibilne. Nakon monetarne reforme provedene od 1922. do 1924. plaćanje poreza u naturi u poljoprivredi je zamijenjeno plaćanjem u novcu. Zbog pružanja povoljnijih kredita seljacima, osnovana je u veljači 1924. Centralna poljoprivredna banka.
NEP je dao iznenađujuće brze rezultate, već se 1922. povećala poljoprivredna proizvodnja i količina sirovina za preradu, oporavila se i industrija. Uz laku postupno je oživjela i teška, tako da je 11. kongres Ruske komunističke partije proglasio fazu defanzive završenom. Već se 1922. / 1923. pripremala ofenziva protiv privatnog poduzetništva i učvršćenje vodeće pozicije javnog (državnog) sektora u svim granama privrede. Za tri godine (od listopada 1923. do listopada 1926.) udio državnog i zadružnog sektora u ukupnoj razmjeni povećan je s 44 na 76%, istovremeno se udio privatnog sektora smanjio s 41-19%. U industriji, uloga privatnog kapitala od samog početka NEP-a bila je i ostala zanemariva, po popisu industrijskih poduzeća provedenog 1925. – 1926., privatna poduzeća su ostvarivala samo 4% ukupne proizvodnje i zapošljavala samo 2,6% radnika. Što se tiče koncesija davanih strancima njih je 1925. bilo samo 92, od toga 43 u industriji, u njima je radilo je 54 000 radnika. Udio svih privatnih poduzetnika uključujući i zanatlije bio je 1924. / 1925. – 24,2%, ali najveći dio njih radili su sami, bez ijednog zaposlenog.
S druge strane seoske buržoazije (kulaka) je 1924. / 1925. bilo samo 3,3 % od svog seljačkog stanovništva, ali je na njihovim posjedima radilo 2 milijuna radnika. Socijalistička sektor u industriji je 1925. bio zastupljen sa 73,3%, u trgovini na veliko 87,9%, u trgovini na malo 55,9%. Već 1927. udio socijalističkog sektora u industriji popeo se na 86%, a udio privatnih trgovaca u trgovini na malo pao je od 35% na 5%.
Sama Komunistička partija Sovjetskog Saveza ovaj put na čelu sa Staljinom kao generalnim sekretarom, zaključila je da je NEP bio neophodni korak u izgradnji socijalizma, a da oportunisti nisu razumjeli objektivne ekonomske zakone razvoja proleterske države. Jer su ljevičarski kritičari (Trockisti) vidjeli u NEP-u obnovu kapitalizma i neuspjeh komunističke strategije i taktike, dok se desnim kritičarima sve to činilo premalim zaokretom, pa su predlagali da se privatnom kapitalu dozvoli rad i u velikim industrijama, te sa se odobri prodaja zemljišta i tako privuče strani kapital. Tako je partija dokazala i teorijski i praktični neutemeljenost tih kritika.

## Kraj NEP-a
NEP je u očima same sovjetske vlade bio samo privremeno sredstvo, kako bi se omogućilo privredi da se oporavi, a komunistima da se učvrste na vlasti. Nakon smrti Lenjina na početku 1924. već tijekom 1925. jedino je Nikolaj Buharin bio i ostao čvrsti pobornik NEP-a, dok je Lav Trocki postao veliki protivnik, s druge strane Staljin se držao rezervirano i nije se priklanjao ni jednoj strani.
Veliki manjak žitarica za žetava 1928. – 1929. naveo je novog partijskog sekretara Staljina, da ukine privatne posjede i sprovede masovnu kolhozizaciju - odnosno da uvede državnu (društvenu) upravu nad poljoprivrednim zemljištem, nadajući se da će tako uspjeti osigurati dovoljno hrane za industrijsko radništvo po gradovima koji su po njegovim planovima morali značajno porasti.
Ova nagla promjena ekonomske politike, dovela je do uništenja nekoliko milijuna poljoprivrednih gazdinstva, i označila kraj NEP-a. Nakon tog uslijedilo je razdoblje do 1931. kad su pod državnu kontrolu vraćena svi privatni pogoni i trgovine.

## Vanjske poveznice
- New Economic Policy (NEP) (na portalu Encyclopedia Britannica) (engl.)
- The New Economic Policy And The Tasks Of The Political Education Departments V.I Lenin 17 Oct. 1921 (engl.)